# Stade Briochin
O Stade Briochin é um clube de futebol francês sediado em Saint-Brieuc, na região de Bretanha. Fundado em 1904, o clube manda seus jogos no Stade Fred-Aubert, que tem capacidade para 11.000 torcedores.
Ao longo da maior parte de sua história, o clube atuou nas divisões amadoras do futebol francês, mas passou três temporadas na segunda divisão do campeonato profissional, entre 1993 e 1997, antes de enfrentar uma liquidação judicial e um rebaixamento forçado para a quinta divisão. Na temporada 2024-25, o clube disputa o Championnat National 2, a quarta divisão do sistema de ligas do futebol francês.

## História
O Stade Briochin foi criado em 1904 em Saint-Brieuc, inicialmente como Stade et Véloce Club Briochin, com seções de futebol e ciclismo.
Atuando ao longo das décadas na Ligue de Bretagne de football, o campeonato regional da Bretanha, o Stade Briochin conseguiu ser promovido ao Championnat de France amateur de football (CFA, terceira divisão) de 1959-60, mas permaneceu apenas três temporadas. Na temporada 1965-66, o Stade Briochin conseguiu chegar até às oitavas-de-finais da Copa de França, após eliminar o Olympique de Marseille na fase anterior.
O clube retornou a terceira divisão do sistema de ligas do futebol francês em 1968-69, onde começou a se estabelecer. O acesso à segunda divisão francesa foi quase alcaçado com as boas campanhas nas temporadas 1978-79 e 1979-80, respectivamente em 2º e 3º lugares. Sob o nome Saint-Brieuc-Côtes-d'Armor, o clube finalmente alcançou a Segunda Divisão (D2) pela primeira vez, mas mesmo com as boas campanhas, enfrentou dificuldades financeiras e foi rebaixado em 1996–97, entrando em liquidação judicial.
Então, o Stade Briochin recomeçou na CFA 2 (quinta divisão) e passou por altos e baixos, alternando entre divisões regionais e nacionais. O clube disputou pela primeira vez em 24 anos a terceira divisão na temporada 2020-21, tendo permanecido por três até ser rebaixado.
Na temporada 2024-25, o Stade Briochin disputa o Championnat National 2 (quarta divisão). Chegou às quartas de final da Copa da França pela primeira vez, após eliminar equipes como Le Havre e Nice.

## Títulos
- Championnat National 2: 2024-25 (Grupo B)